# Јевгениј Примаков
Јевгениј Максимович Примаков (рус. Евге́ний Макси́мович Примако́в; рођен 29. октобар 1929, Кијев — 26. јун 2015) био је руски економиста и дипломата.

## Биографија
Рођен је у Кијеву, Украјина а одрастао је у Тбилисију, Грузија. Био је председник владе Руске Федерације у периоду од 11. септембра 1998. до 12. маја 1999.Био је члан Председништва Руске академије наука, члан Председништва председничког савета Руске Федерације за науку и образовање, члан Научног савета експерата под председник Федерације Савета Савезне скупштине Руске Федерације, председник управног одбора руског Савета за спољне послове.
У новембру 2004. је био сведок одбране на суђењу Слободану Милошевићу.
Јевгениј Примаков је као оријенталиста и арабиста од 1977. до 1985. године био шеф Института за оријенталне студије Совјетског Савеза. Крајем 1980-их је био председник Савета Савеза Врховног Совјета СССР-а, а од 1991. до 1996. године био је начелник Спољне обавештајне службе Русије. 
Чувен је његов демарш 1999. године, познат као „заокрет изнад Атлантика”. Примаков је тада био премијер. Када је у авиону сазнао да су снаге НАТО-а почеле бомбардовање Југославије, одлучио је да откаже своју посету Сједињеним Америчким Државама и изнад Атлантског океана наредио да се његов авион окрене и врати у Москву. 
Касније је Примаков у више наврата износио своје мишљење о односима између Русије и САД. „Сви ће бити на губитку ако руско-амерички односи склизну у ново издање хладног рата. Да се то не би догодило потребно је пре свега одустати од реторике коју обе стране, нажалост, све више користе”, изјавио је он једном приликом. 
Примаков је извршио заокрет и у спољној политици Русије тиме што је одустао од атлантизма у корист концепције „вишеполарног света” – тако данас руски медији говоре о овом државнику. После премијерског мандата кратко је био посланик Државне думе – од 2000. до 2001. године. Затим је читавих 10 година био на челу Трговинско-индустријске коморе Русије.
Умро 26. јуна 2015. године, после дуге и тешке болести. Потпредседник Државне думе Николај Левичев предложио је да се сећање на Примакова овековечи спомеником на Лубјанском тргу у Москви.
Његов унук је Јевгеније Примаков.